# 卡洛尼足球俱乐部
卡洛尼足球俱乐部（发音[aθlitiˈki ˈe̞nosi le̞kanope̞ˈðiu kaloˈnis]），希腊莱斯博斯岛卡洛尼市的一个足球俱乐部。该队现在参加希腊足球甲级联赛。

## 荣誉
- 德尔塔联赛
- 冠军: 2010